# Nymphidium aurum
Nymphidium aurum is een vlindersoort uit de familie van de prachtvlinders (Riodinidae), onderfamilie Riodininae.
Nymphidium aurum werd in 1985 beschreven door Callaghan.